# London, Kentucky
London är en stad (city) och administrativ huvudort (county seat) i Laurel County i delstaten Kentucky, USA. 2010 hade staden 7 993 invånare.